# W56

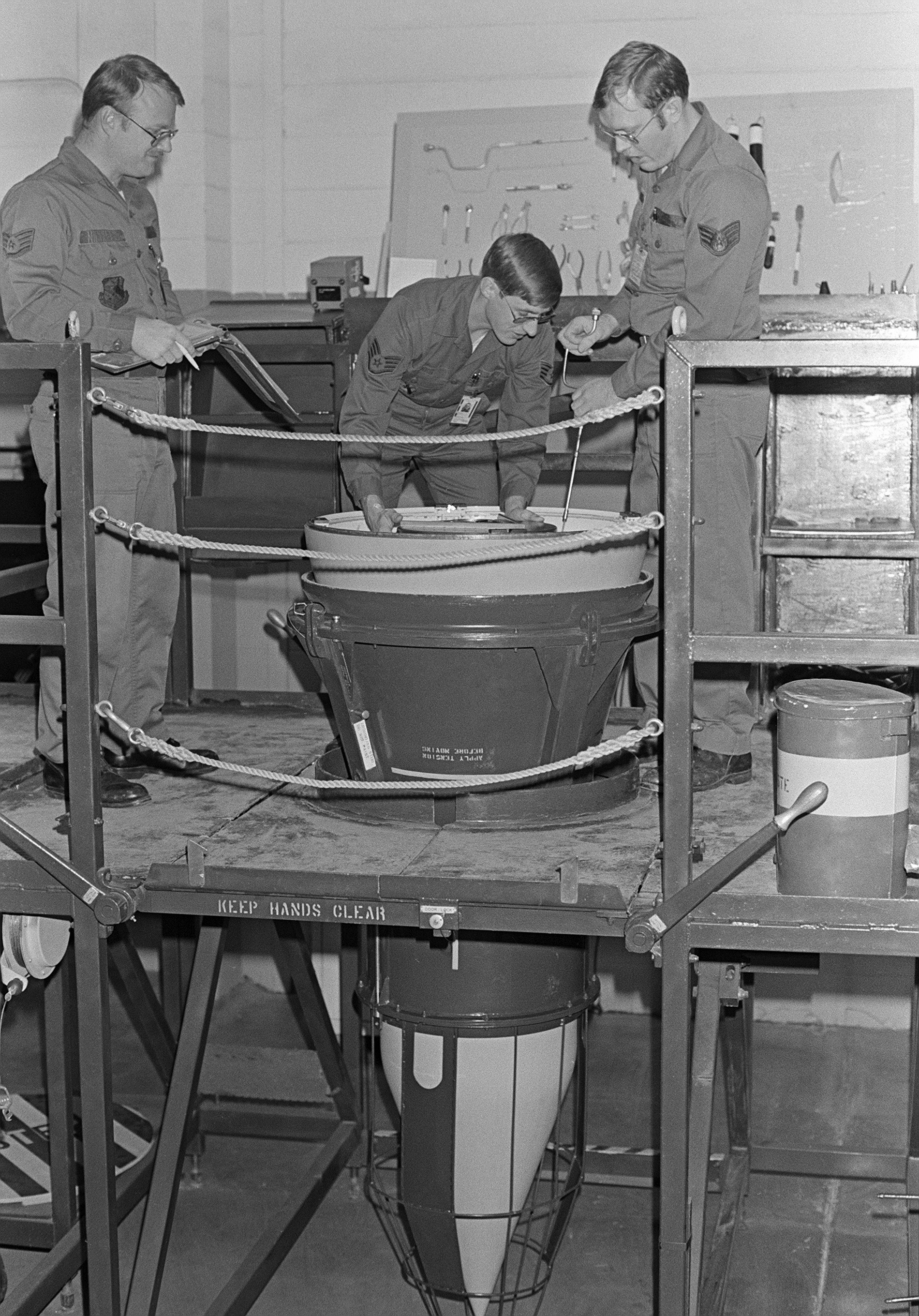

W56은 미국의 열핵탄두이다. 1963년 생산되어 1993년까지 실전배치되었다. 미니트맨 I, 미니트맨 II ICBM의 핵탄두로 사용되었다.

## 역사
대기권 재진입 비행체를 제외한 탄두중량이 270 kg (600 파운드)인데, 탄두의 폭발력은 1.2메가톤의 TNT(5.0PJ)이다. TNT 4.96 kt / kg의 폭발력 대 중량비를 갖는다. (20.8 petajoules per tonne)
요즘 F-35 스텔스 전투기가 좌우 내부무장창에 각각 2000 파운드 폭탄 한 발을 탑재한다.
미국 역사상 가장 높은 폭발력 대 중량비를 갖는 핵폭탄은 B41이다. 25메가톤 폭발력이었으며, TNT 5.1 kt / kg (21 PJ/t)의 폭발력 대 중량비였다. 그러나 B41은 한번도 최대출력으로 실제 폭발시험을 한 적이 없다. 반면에 W56은 1962년 오퍼레이션 도미닉에서 최대 출력 폭발 시험을 했다.

## 같이 보기
- LGM-30 미닛맨
- 핵무기 목록